# Balinović
Balinović (Servisch cyrillisch: Балиновић) is een plaats in de Servische gemeente Valjevo. De plaats telt 160 inwoners (2002).

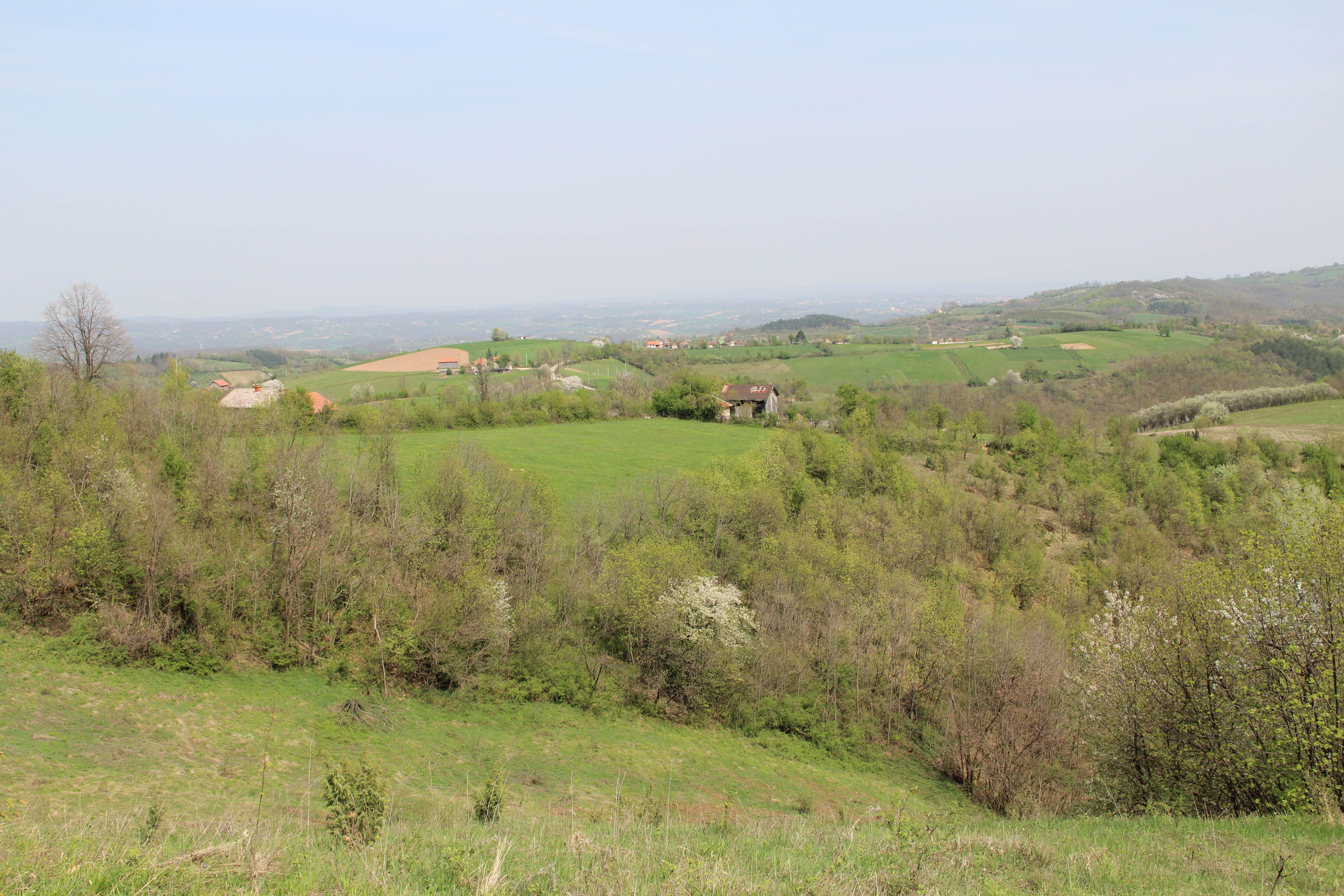
Balinović - panorama
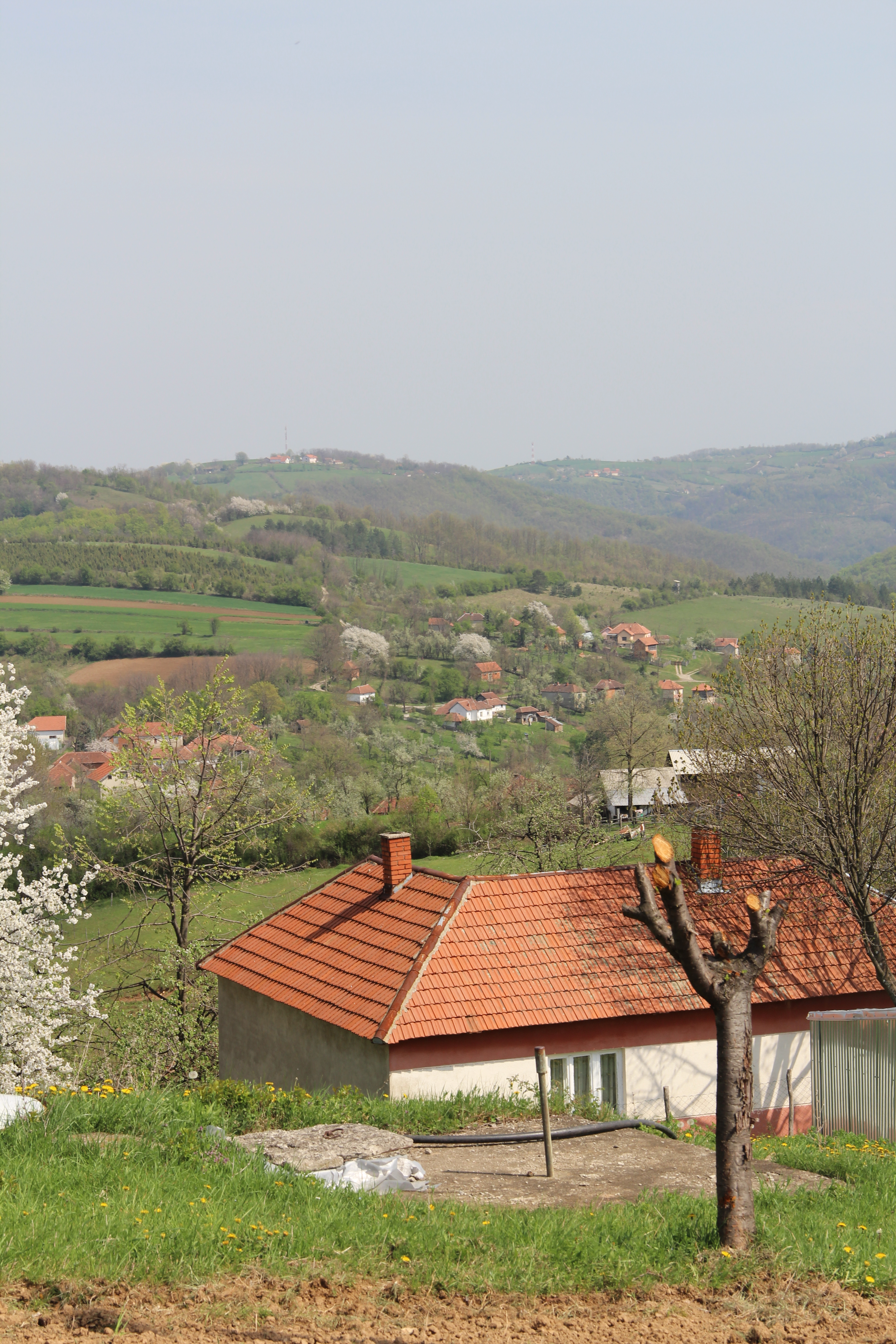
Balinović - panorama
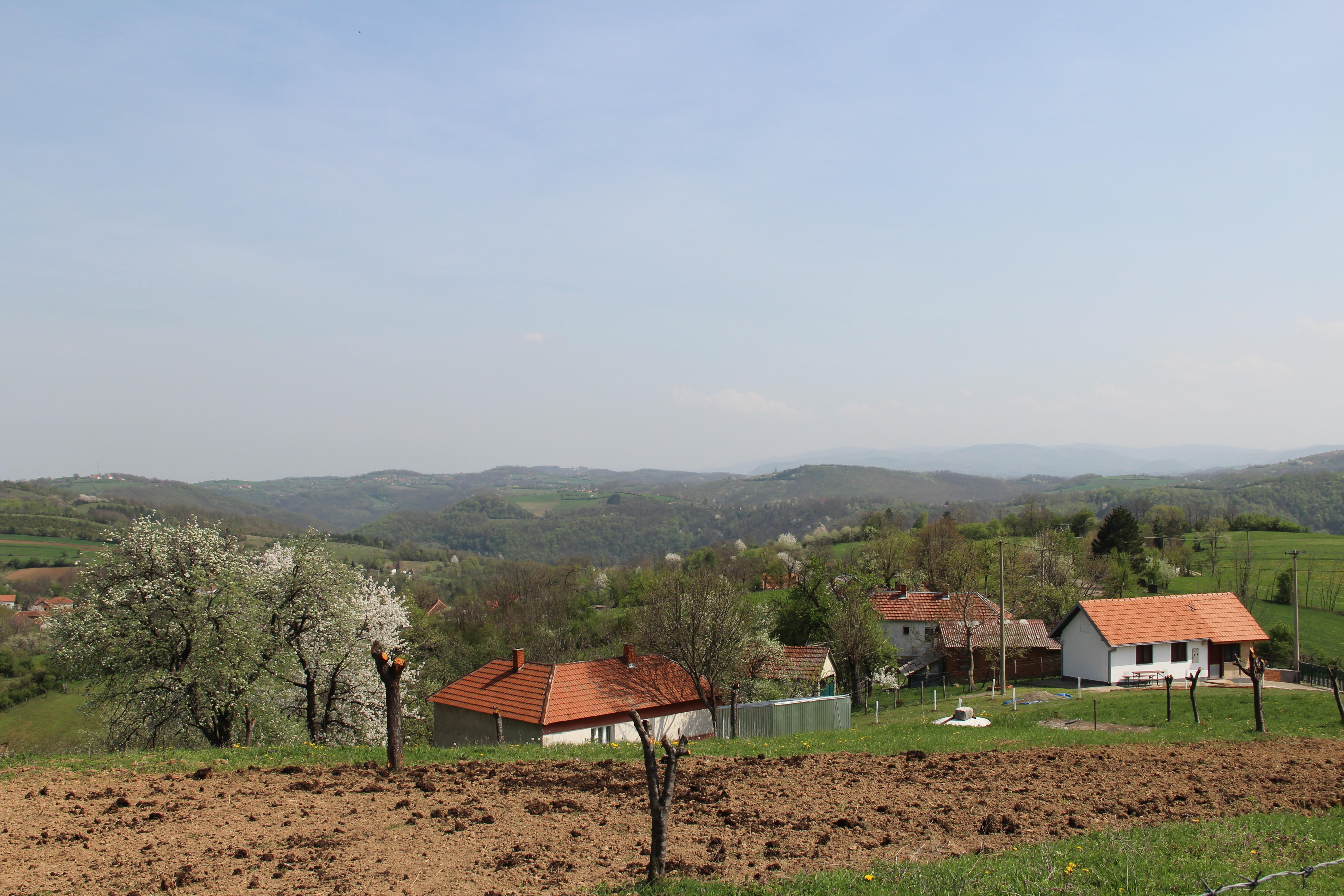
Balinović - panorama
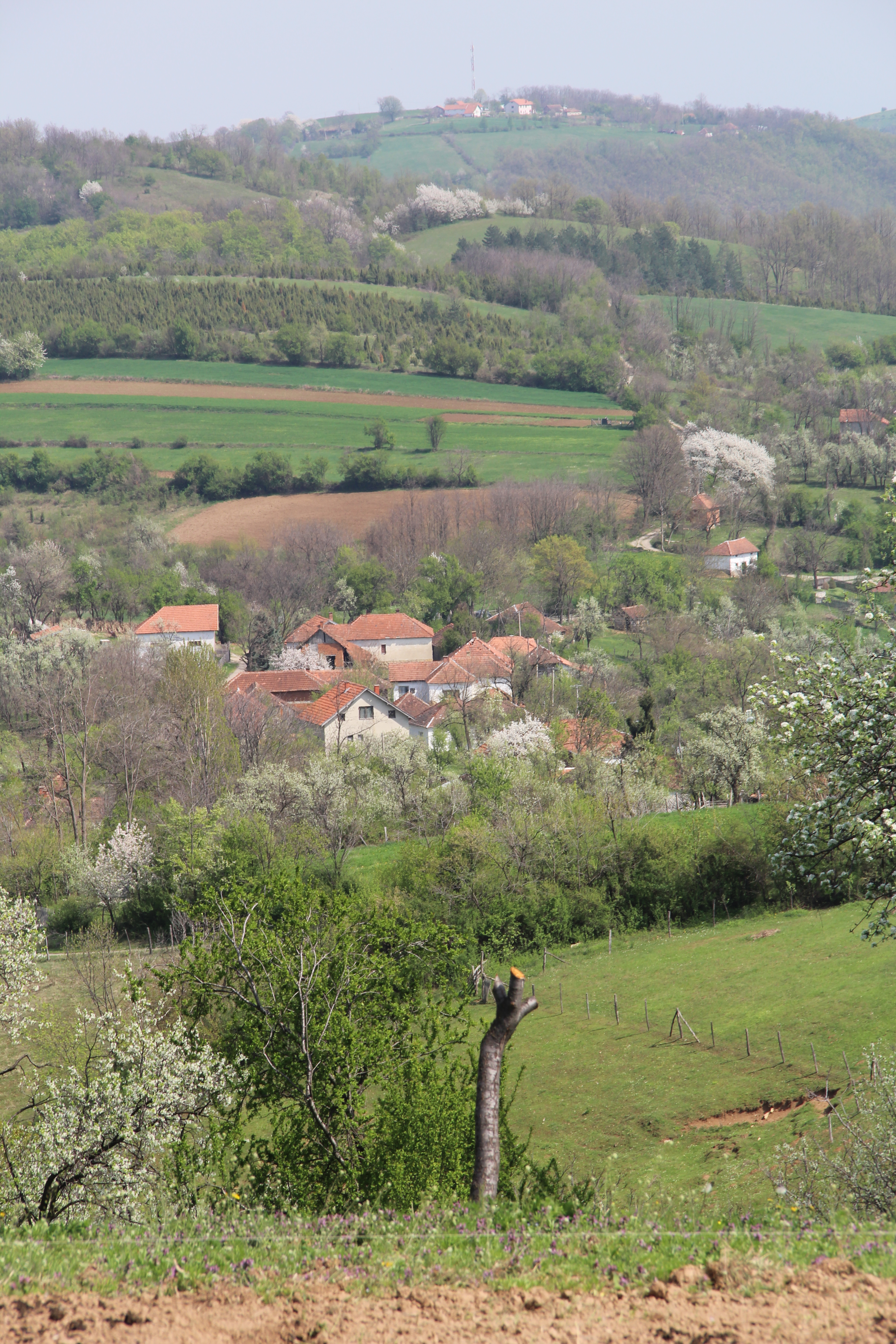
Balinović - panorama
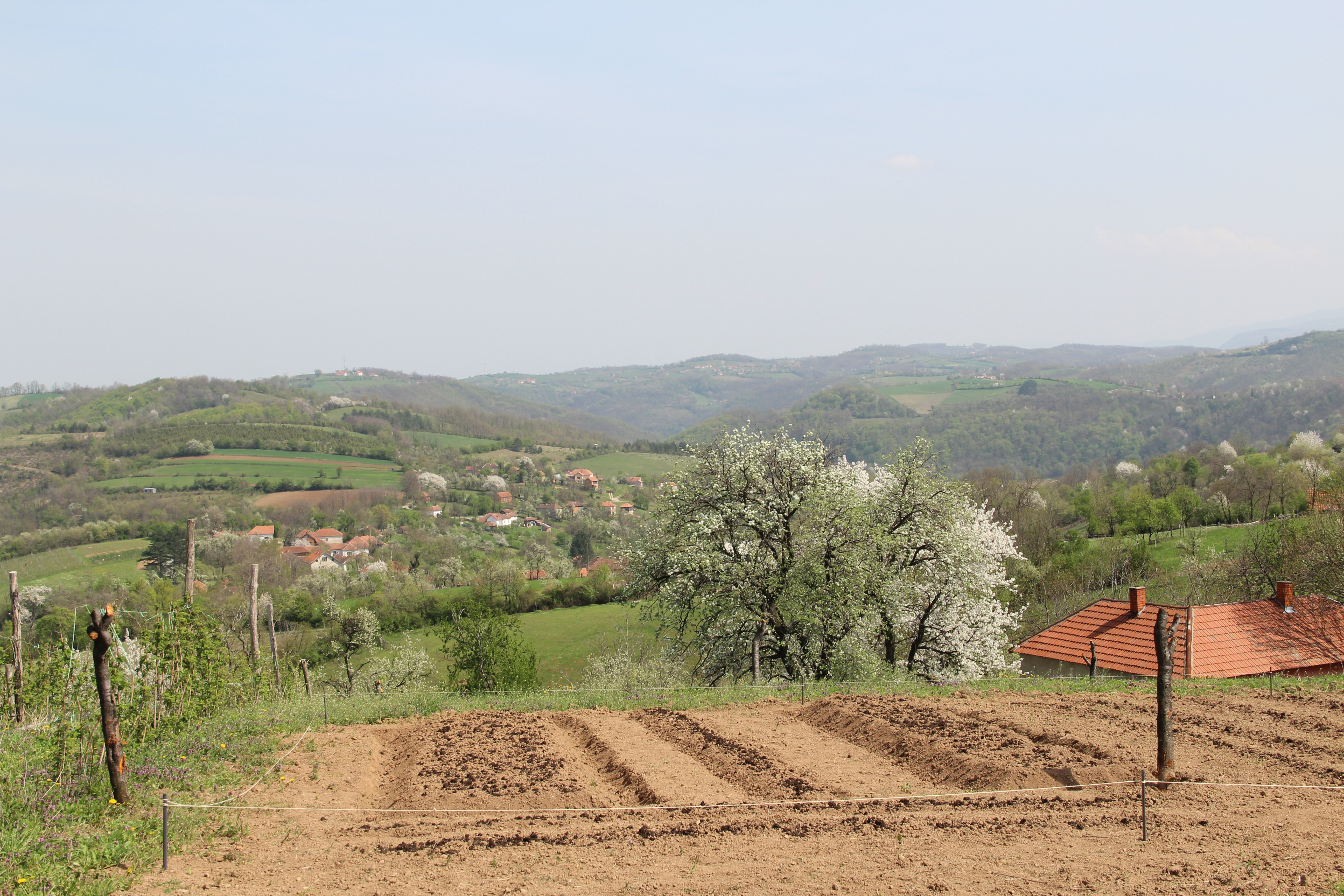
Balinović - panorama
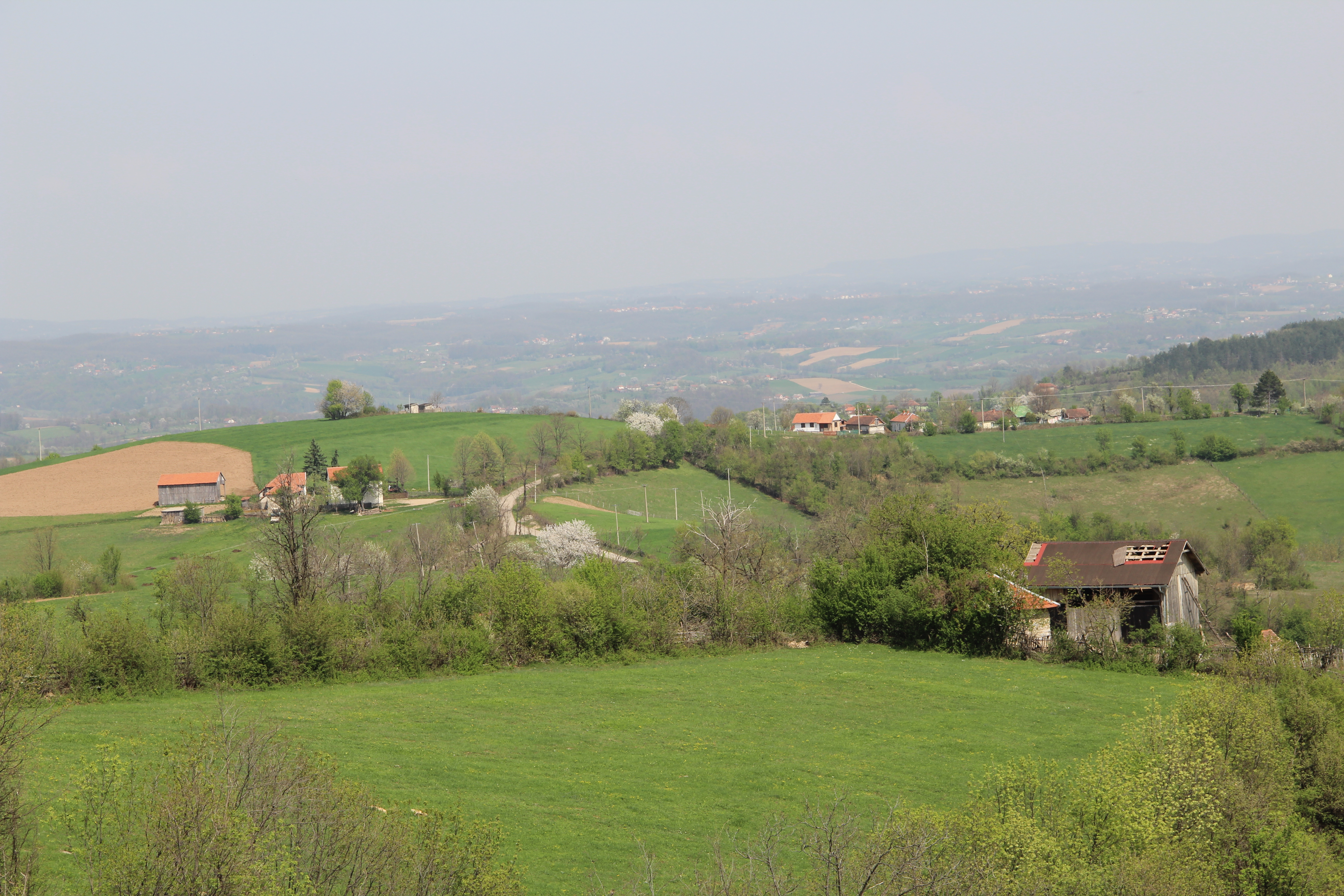
Balinović - panorama
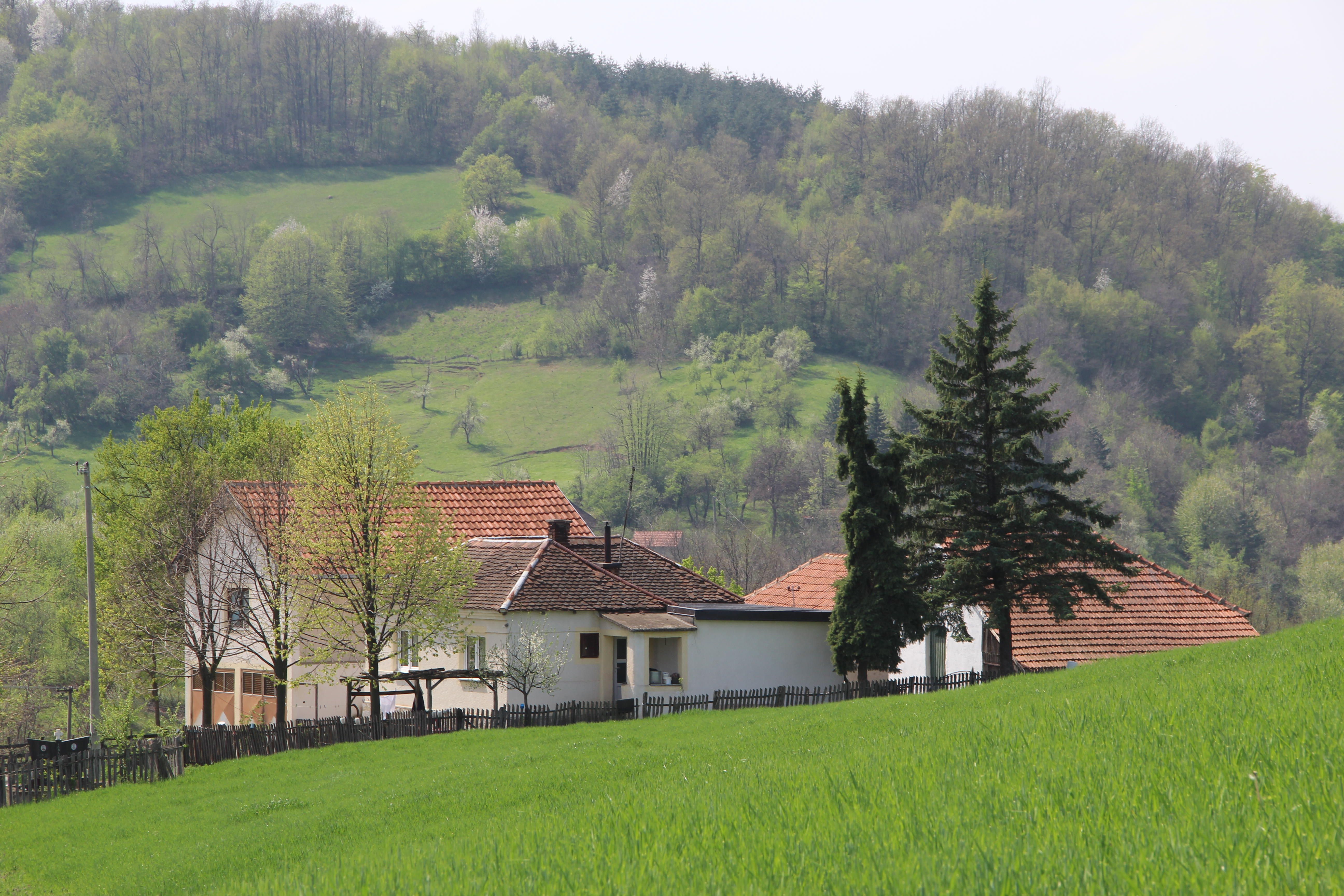
Balinović - panorama
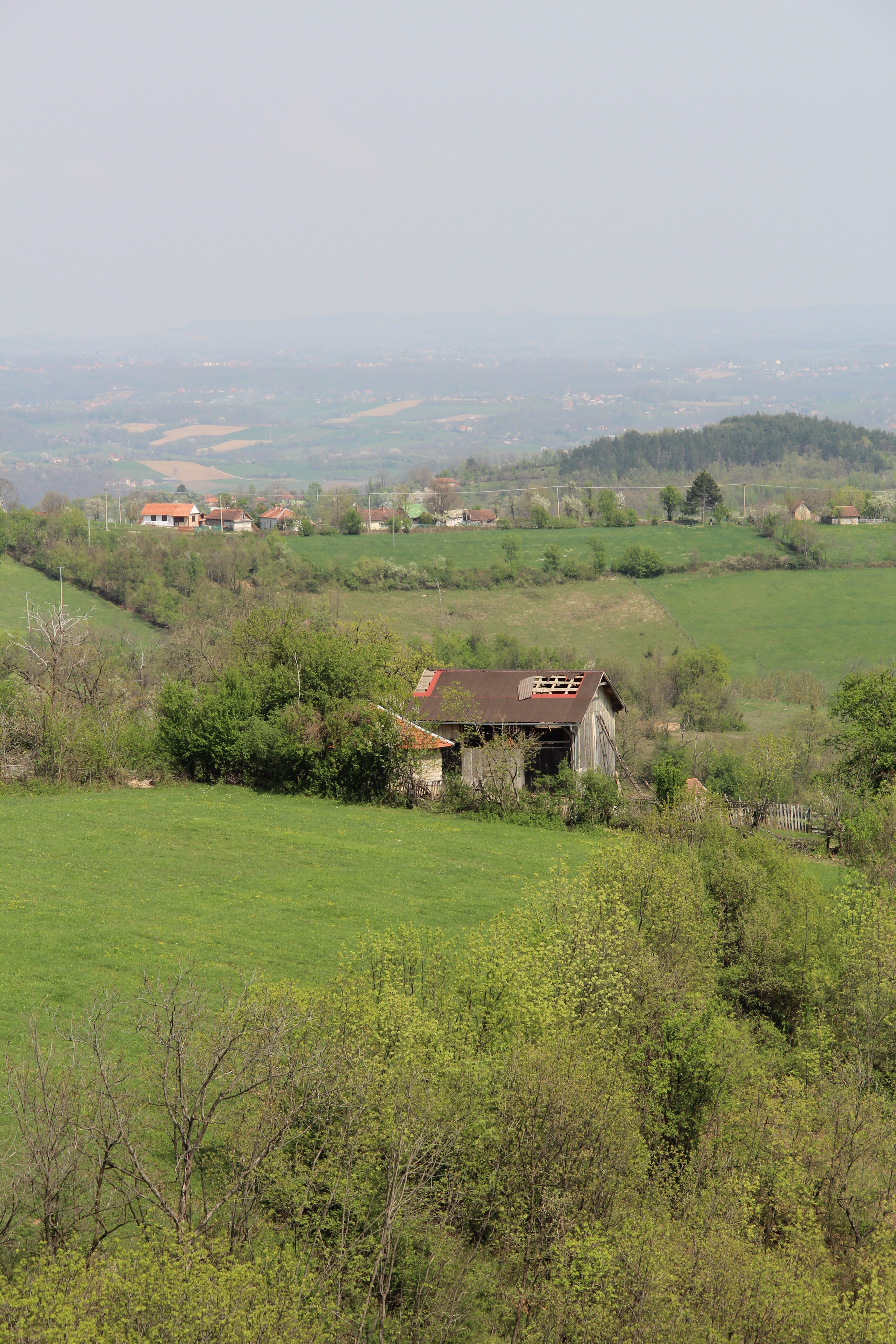
Balinović - panorama